# ソウ州
鄫州（そうしゅう）は、中国にかつて存在した州。
596年（開皇16年）、隋代は徐州より鄫州を分割設置した。605年（大業元年）に廃止となり、管轄県は再び徐州に統合された。

## 下部行政区画
- 鄫城県
- 承県
- 蘭陵県